# 누벨칼레도니 축구 국가대표팀
누벨칼레도니 축구 국가대표팀(프랑스어: Équipe de Nouvelle-Calédonie de football)은 누벨칼레도니를 대표하는 축구 국가대표팀으로 누벨칼레도니 축구 연맹에서 관리하고 있다. 1991년 9월 3일 괌과의 친선 경기에서 18-0의 대승을 거두었는데 이는 누벨칼레도니가 최다 점수차로 승리한 국제 경기이기도 하며 홈 구장으로는 스타드 누마-달리 마젱타를 사용하고 있다.

## 국제 대회 경력

### FIFA 월드컵
2026년 FIFA 월드컵 오세아니아 지역 예선 4경기에서 3승 1무 1패의 호성적으로 대륙간 플레이오프에 진출하며 누벨칼레도니 축구 역사상 월드컵 지역 예선 역대 최고 성적을 거두었다.

### OFC 네이션스컵
OFC 네이션스컵 본선에는 6번 출전하여 이 가운데 2008년과 2012년 대회에서 2회 연속 준우승을 차지하는 등 조별리그에서 탈락했던 2002년 대회를 제외한 나머지 5번의 대회에서 모두 4강 이상의 성적을 거두었다.

## 기타 국제 대회 경력
퍼시픽 게임에는 15번 출전하여 금메달 7개, 은메달 4개, 동메달 2개를 획득하면서 이 대회 최다 우승 기록을 보유하고 있으며 MSG 프라임 미니스터스컵에서는 준우승만 3번 차지했고 루트르메컵에는 2번 출전했으나 모두 조별리그에서 탈락했다.

## FIFA 월드컵 (본선)
| 년도   | 결과      | 순위      | 경기      | 승        | 무*       | 패        | 득점      | 실점      | 승점      |
| ------ | --------- | --------- | --------- | --------- | --------- | --------- | --------- | --------- | --------- |
| 1930년 | 비회원국  | 비회원국  | 비회원국  | 비회원국  | 비회원국  | 비회원국  | 비회원국  | 비회원국  | 비회원국  |
| 1934년 | 비회원국  | 비회원국  | 비회원국  | 비회원국  | 비회원국  | 비회원국  | 비회원국  | 비회원국  | 비회원국  |
| 1938년 | 비회원국  | 비회원국  | 비회원국  | 비회원국  | 비회원국  | 비회원국  | 비회원국  | 비회원국  | 비회원국  |
| 1950년 | 비회원국  | 비회원국  | 비회원국  | 비회원국  | 비회원국  | 비회원국  | 비회원국  | 비회원국  | 비회원국  |
| 1954년 | 비회원국  | 비회원국  | 비회원국  | 비회원국  | 비회원국  | 비회원국  | 비회원국  | 비회원국  | 비회원국  |
| 1958년 | 비회원국  | 비회원국  | 비회원국  | 비회원국  | 비회원국  | 비회원국  | 비회원국  | 비회원국  | 비회원국  |
| 1962년 | 비회원국  | 비회원국  | 비회원국  | 비회원국  | 비회원국  | 비회원국  | 비회원국  | 비회원국  | 비회원국  |
| 1966년 | 비회원국  | 비회원국  | 비회원국  | 비회원국  | 비회원국  | 비회원국  | 비회원국  | 비회원국  | 비회원국  |
| 1970년 | 비회원국  | 비회원국  | 비회원국  | 비회원국  | 비회원국  | 비회원국  | 비회원국  | 비회원국  | 비회원국  |
| 1974년 | 비회원국  | 비회원국  | 비회원국  | 비회원국  | 비회원국  | 비회원국  | 비회원국  | 비회원국  | 비회원국  |
| 1978년 | 비회원국  | 비회원국  | 비회원국  | 비회원국  | 비회원국  | 비회원국  | 비회원국  | 비회원국  | 비회원국  |
| 1982년 | 비회원국  | 비회원국  | 비회원국  | 비회원국  | 비회원국  | 비회원국  | 비회원국  | 비회원국  | 비회원국  |
| 1986년 | 비회원국  | 비회원국  | 비회원국  | 비회원국  | 비회원국  | 비회원국  | 비회원국  | 비회원국  | 비회원국  |
| 1990년 | 비회원국  | 비회원국  | 비회원국  | 비회원국  | 비회원국  | 비회원국  | 비회원국  | 비회원국  | 비회원국  |
| 1994년 | 비회원국  | 비회원국  | 비회원국  | 비회원국  | 비회원국  | 비회원국  | 비회원국  | 비회원국  | 비회원국  |
| 1998년 | 비회원국  | 비회원국  | 비회원국  | 비회원국  | 비회원국  | 비회원국  | 비회원국  | 비회원국  | 비회원국  |
| 2002년 | 비회원국  | 비회원국  | 비회원국  | 비회원국  | 비회원국  | 비회원국  | 비회원국  | 비회원국  | 비회원국  |
| 2006년 | 예선 탈락 | 예선 탈락 | 예선 탈락 | 예선 탈락 | 예선 탈락 | 예선 탈락 | 예선 탈락 | 예선 탈락 | 예선 탈락 |
| 2010년 | 예선 탈락 | 예선 탈락 | 예선 탈락 | 예선 탈락 | 예선 탈락 | 예선 탈락 | 예선 탈락 | 예선 탈락 | 예선 탈락 |
| 2014년 | 예선 탈락 | 예선 탈락 | 예선 탈락 | 예선 탈락 | 예선 탈락 | 예선 탈락 | 예선 탈락 | 예선 탈락 | 예선 탈락 |
| 2018년 | 예선 탈락 | 예선 탈락 | 예선 탈락 | 예선 탈락 | 예선 탈락 | 예선 탈락 | 예선 탈락 | 예선 탈락 | 예선 탈락 |
| 2022년 | 예선 탈락 | 예선 탈락 | 예선 탈락 | 예선 탈락 | 예선 탈락 | 예선 탈락 | 예선 탈락 | 예선 탈락 | 예선 탈락 |
| 2026년 | 미정      | 미정      | 미정      | 미정      | 미정      | 미정      | 미정      | 미정      | 미정      |
| 합계   |           |           |           |           |           |           |           |           |           |

## FIFA 월드컵 (예선)
| 년도   | 경기                                           | 승                                             | 무*                                            | 패                                             | 득점                                           | 실점                                           | 승점                                           |
| ------ | ---------------------------------------------- | ---------------------------------------------- | ---------------------------------------------- | ---------------------------------------------- | ---------------------------------------------- | ---------------------------------------------- | ---------------------------------------------- |
| 1930년 | 비회원국                                       | 비회원국                                       | 비회원국                                       | 비회원국                                       | 비회원국                                       | 비회원국                                       | 비회원국                                       |
| 1934년 | 비회원국                                       | 비회원국                                       | 비회원국                                       | 비회원국                                       | 비회원국                                       | 비회원국                                       | 비회원국                                       |
| 1938년 | 비회원국                                       | 비회원국                                       | 비회원국                                       | 비회원국                                       | 비회원국                                       | 비회원국                                       | 비회원국                                       |
| 1950년 | 비회원국                                       | 비회원국                                       | 비회원국                                       | 비회원국                                       | 비회원국                                       | 비회원국                                       | 비회원국                                       |
| 1954년 | 비회원국                                       | 비회원국                                       | 비회원국                                       | 비회원국                                       | 비회원국                                       | 비회원국                                       | 비회원국                                       |
| 1958년 | 비회원국                                       | 비회원국                                       | 비회원국                                       | 비회원국                                       | 비회원국                                       | 비회원국                                       | 비회원국                                       |
| 1962년 | 비회원국                                       | 비회원국                                       | 비회원국                                       | 비회원국                                       | 비회원국                                       | 비회원국                                       | 비회원국                                       |
| 1966년 | 비회원국                                       | 비회원국                                       | 비회원국                                       | 비회원국                                       | 비회원국                                       | 비회원국                                       | 비회원국                                       |
| 1970년 | 비회원국                                       | 비회원국                                       | 비회원국                                       | 비회원국                                       | 비회원국                                       | 비회원국                                       | 비회원국                                       |
| 1974년 | 비회원국                                       | 비회원국                                       | 비회원국                                       | 비회원국                                       | 비회원국                                       | 비회원국                                       | 비회원국                                       |
| 1978년 | 비회원국                                       | 비회원국                                       | 비회원국                                       | 비회원국                                       | 비회원국                                       | 비회원국                                       | 비회원국                                       |
| 1982년 | 비회원국                                       | 비회원국                                       | 비회원국                                       | 비회원국                                       | 비회원국                                       | 비회원국                                       | 비회원국                                       |
| 1986년 | 비회원국                                       | 비회원국                                       | 비회원국                                       | 비회원국                                       | 비회원국                                       | 비회원국                                       | 비회원국                                       |
| 1990년 | 비회원국                                       | 비회원국                                       | 비회원국                                       | 비회원국                                       | 비회원국                                       | 비회원국                                       | 비회원국                                       |
| 1994년 | 비회원국                                       | 비회원국                                       | 비회원국                                       | 비회원국                                       | 비회원국                                       | 비회원국                                       | 비회원국                                       |
| 1998년 | 비회원국                                       | 비회원국                                       | 비회원국                                       | 비회원국                                       | 비회원국                                       | 비회원국                                       | 비회원국                                       |
| 2002년 | 비회원국                                       | 비회원국                                       | 비회원국                                       | 비회원국                                       | 비회원국                                       | 비회원국                                       | 비회원국                                       |
| 2006년 | 4                                              | 2                                              | 1                                              | 1                                              | 16                                             | 2                                              | 7                                              |
| 2010년 | 12                                             | 7                                              | 3                                              | 2                                              | 22                                             | 13                                             | 24                                             |
| 2014년 | 11                                             | 7                                              | 0                                              | 4                                              | 36                                             | 13                                             | 21                                             |
| 2018년 | 8                                              | 2                                              | 4                                              | 2                                              | 13                                             | 8                                              | 10                                             |
| 2022년 | 3                                              | 0                                              | 0                                              | 3                                              | 2                                              | 10                                             | 0                                              |
| 2026년 | 진행중(대륙간 PO 확보)                         | 진행중(대륙간 PO 확보)                         | 진행중(대륙간 PO 확보)                         | 진행중(대륙간 PO 확보)                         | 진행중(대륙간 PO 확보)                         | 진행중(대륙간 PO 확보)                         | 진행중(대륙간 PO 확보)                         |
| 합계   | 38                                             | 18                                             | 8                                              | 12                                             | 89                                             | 46                                             | 62                                             |
| 순위   | 월드컵 예선 승점 순위 : 107위 (오세아니아 4위) | 월드컵 예선 승점 순위 : 107위 (오세아니아 4위) | 월드컵 예선 승점 순위 : 107위 (오세아니아 4위) | 월드컵 예선 승점 순위 : 107위 (오세아니아 4위) | 월드컵 예선 승점 순위 : 107위 (오세아니아 4위) | 월드컵 예선 승점 순위 : 107위 (오세아니아 4위) | 월드컵 예선 승점 순위 : 107위 (오세아니아 4위) |

## OFC 네이션스컵
| OFC 네이션스컵 | OFC 네이션스컵            | OFC 네이션스컵            | OFC 네이션스컵            | OFC 네이션스컵            | OFC 네이션스컵            | OFC 네이션스컵            | OFC 네이션스컵            | OFC 네이션스컵            | OFC 네이션스컵            |
| 년도           | 결과                      | 순위                      | 경기                      | 승                        | 무*                       | 패                        | 득점                      | 실점                      | 승점                      |
| -------------- | ------------------------- | ------------------------- | ------------------------- | ------------------------- | ------------------------- | ------------------------- | ------------------------- | ------------------------- | ------------------------- |
| 1973년         | 4강                       | 3위                       | 5                         | 3                         | 0                         | 2                         | 10                        | 6                         | 9                         |
| 1980년         | 4강                       | 3위                       | 4                         | 3                         | 0                         | 1                         | 14                        | 12                        | 9                         |
| 1996년         | 예선 탈락                 | 예선 탈락                 | 예선 탈락                 | 예선 탈락                 | 예선 탈락                 | 예선 탈락                 | 예선 탈락                 | 예선 탈락                 | 예선 탈락                 |
| 1998년         | 예선 탈락                 | 예선 탈락                 | 예선 탈락                 | 예선 탈락                 | 예선 탈락                 | 예선 탈락                 | 예선 탈락                 | 예선 탈락                 | 예선 탈락                 |
| 2000년         | 예선 탈락                 | 예선 탈락                 | 예선 탈락                 | 예선 탈락                 | 예선 탈락                 | 예선 탈락                 | 예선 탈락                 | 예선 탈락                 | 예선 탈락                 |
| 2002년         | 조별리그                  | 8위                       | 3                         | 0                         | 0                         | 3                         | 1                         | 14                        | 0                         |
| 2004년         | 예선 탈락                 | 예선 탈락                 | 예선 탈락                 | 예선 탈락                 | 예선 탈락                 | 예선 탈락                 | 예선 탈락                 | 예선 탈락                 | 예선 탈락                 |
| 2008년         | 결선리그                  | 2위                       | 6                         | 2                         | 2                         | 2                         | 12                        | 10                        | 8                         |
| 2012년         | 준우승                    | 2위                       | 5                         | 3                         | 0                         | 2                         | 19                        | 7                         | 9                         |
| 2016년         | 4강                       | 3위                       | 4                         | 1                         | 2                         | 1                         | 9                         | 3                         | 5                         |
| 합계           | 6회 진출(6/10)            | 준우승(2회)               | 27                        | 12                        | 4                         | 11                        | 65                        | 52                        | 40                        |
| 순위           | OFC 네이션스컵 순위 : 4위 | OFC 네이션스컵 순위 : 4위 | OFC 네이션스컵 순위 : 4위 | OFC 네이션스컵 순위 : 4위 | OFC 네이션스컵 순위 : 4위 | OFC 네이션스컵 순위 : 4위 | OFC 네이션스컵 순위 : 4위 | OFC 네이션스컵 순위 : 4위 | OFC 네이션스컵 순위 : 4위 |

## 주요 선수
- 세자르 제울라
- 에밀레 베아루네
- 로키 니케이네